# Pablo Birger

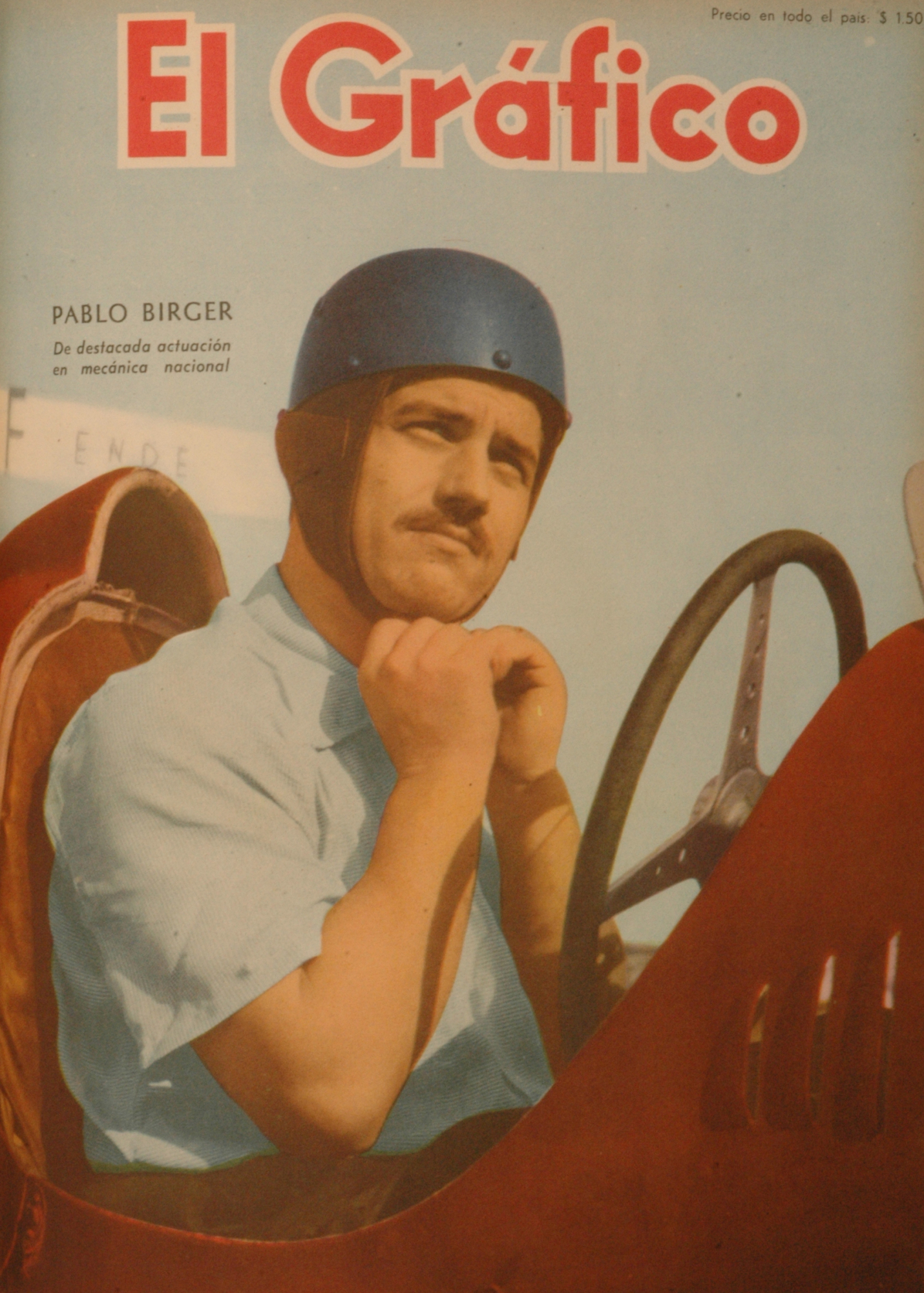
Paul Birger (El Gráfico) in 1952.

Pablo Birger (Buenos Aires, 7 januari 1924 – aldaar, 9 maart 1966) was een Argentijns Formule 1-coureur. 

## Loopbaan
Birger reed twee races: de Grand Prix van Argentinië in 1953 en 1955 voor het team Gordini. Hij haalde in geen van beide races de finish. 
Birger stierf op 42-jarige leeftijd bij een auto-ongeluk.